# Lena Sabine Berg
Lena Sabine Berg (* 1964 in Köln) ist eine deutsche Schauspielerin.

## Leben
Lena Sabine Berg stammt aus einer Musikerfamilie. Sie absolvierte von 1984 bis 1987 ihr Schauspielstudium mit Diplom an der Universität für Musik und darstellende Kunst in Graz. Außerdem studierte sie 1990 am Lee Strasberg Theatre and Film Institute.
Als Theaterschauspielerin arbeitete Berg frei und im Engagement. Festengagements hatte sie nach ihrer Ausbildung am Theater Heilbronn und an den Städtischen Bühnen Kiel, wo sie in Rollen wie Julia (Romeo und Julia), Irina (Drei Schwestern), der Titelrolle in Die heilige Johanna der Schlachthöfe, sowie als Gretchen (in Taboris Mein Kampf) und Harper (in Kushners Engel in Amerika) auftrat.
Ab Mitte der 1990er Jahre war sie hauptsächlich freischaffend tätig, u. a. an den Städtischen Bühnen Nürnberg (Spielzeit 2000/01, als Stephanie in Glückliche Zeiten von A. Ayckbourn), am Theater Neuss (2002), am Westfälischen Landestheater in Castrop-Rauxel (2005–2007), am Theater Bielefeld (Spielzeit 2008/09), am Theater Gießen (2011, als trinkende Ehefrau Silvia in der Uraufführung des Stücks Ohne Netz von Anne Rabe) sowie an Theatern in München, Wien (KosmosTheater), Stuttgart (Rotebühltheater), Köln (Theater der Keller, Freies Werkstatt Theater Köln), Dortmund und Wuppertal.
Am Freien Werkstatt Theater Köln spielte sie neben Sema Meray, Aydin Isik, Vedat Erincin und Lilli Hollunder in der Uraufführung des Theaterstücks Wegen der Ehre mit; sie war Bea, die deutsche Jugendfreundin der weiblichen türkischstämmigen Hauptfigur. In der Spielzeit 2009/10 gastierte sie am Zimmertheater Heidelberg in der deutschen Erstaufführung des Theaterstücks Einladung zum Abendessen (The Invitation) von Brian Parks als Steph; sie verkörperte die Chefin einer Werbeagentur.
Seit 2014 trat sie mehrfach am Grenzlandtheater Aachen auf. In der Spielzeit 2014/15 übernahm sie dort in Alan Ayckbourns Theaterstück Bürgerwehr die Rolle der „spießigen“ Gerda Gauckert, ein „konservatives, bösartiges Muttchen“, das gemeinsam mit ihrem Bruder und mit Nachbarn eine Bürgerwehr gründet, um gegen Kriminalität in ihrem besseren Wohnviertel vorzugehen. In der Spielzeit 2015/16 spielte in einer Tournee-Produktion des Kölner Theaters „Die Baustelle“ die Hure Yvette Pottier in Brechts Stück Mutter Courage und ihre Kinder. 2016 gastierte sie erneut am Zimmertheater Heidelberg, diesmal in dem Stück Das Original als Maude Gutman; sie verkörperte eine „ungehobelte Ex-Barfrau“, die in einer Wohnwagensiedlung lebt. In der Spielzeit 2017/18 spielte sie am Grenzlandtheater Aachen die Rolle der lebenslustigen Seniorin Renée in dem Theaterstück Paulette nach dem gleichnamigen Film von Jérôme Enrico.
Gelegentlich übernahm Berg auch meist kleinere Filmrollen. In der RTL-Actionserie Alarm für Cobra 11 – Die Autobahnpolizei hatte sie in den ersten Staffeln eine durchgehende Nebenrolle als Raststättenleiterin Maria. Sie wirkte auch in Kurzfilmen, Fernsehfilmen (2007, Teufelsbraten) und einigen Kinoproduktionen mit. 
1993/94 trat sie mit einem eigenen Kabarettprogramm auf. Sie arbeitet außerdem als Sprecherin (Synchron, Hörspiele), auch bei Musikproduktionen, und tritt mit regelmäßigen Leseprogrammen hervor. Seit 2007 ist sie regelmäßig auch als Workshop-Leiterin im Bereich Sänger- und Schauspielercoaching tätig.
Lena Sabine Berg ist verheiratet und lebt Windeck-Dreisel in der Nähe von Köln auf dem Land.

## Filmografie
- 1996: Bruder Esel (Fernsehserie; Gastrolle)
- 1996–1997: Alarm für Cobra 11 – Die Autobahnpolizei (Fernsehserie; Seriennebenrolle)
- 1997: 4 Geschichten über 5 Tote (Kinofilm)
- 2003: Lindenstraße (Fernsehserie; Gastrolle)
- 2004: Ben – Nichts ist wie es scheint (Kinofilm)
- 2006: Lieben (Kinofilm)
- 2007: Teufelsbraten (Fernsehfilm)